# 普雷里維爾 (密蘇里州)
普雷里維爾（英語：Prairieville）是位於美國密蘇里州派克縣的鬼鎮。

## 歷史
普雷里維爾的郵局於1843年設立，其後於1892年停運。

## 地理
普雷里維爾所處的海拔為高於海平面216米（即709英呎），而該地所採用的時區為UTC-6，即北美中部時區（CST）。同時該地設有夏令時間，為UTC-6調快一小時，即UTC-5（CDT）。